# Biplob Bhattacharjee
Biplob Bhattacharjee (বিপ্লব ভট্টাচার্য; Comilla, 7 gennaio 1981) è un ex calciatore bangladese, di ruolo portiere.

## Carriera

### Club
Dopo aver cominciato la carriera nell'Arambagh, in cui resta per sei anni, dal 2004 al 2006 gioca prima nel Brothers Union e poi nel Mohammedan.
Nel 2007 inizia a giocare nell'Abahani Limited.

### Nazionale
Ha esordito in nazionale nel 1997.